# تونی دین-دراموند
تونی دین-دراموند (انگلیسی: Tony Deane-Drummond; june ۱۹۱۷ – ۴ دسامبر ۲۰۱۲ (۹۵ ساله)) فرد نظامی اهل بریتانیا بود. وی همچنین برندهٔ جوایزی همچون صلیب نظامی شده‌است.